# Kennedy (Bogotà)
Kennedy è una località del distretto della capitale di Bogotà, in Colombia. È designato ufficialmente come distretto (località) numero 8.